# Carica cnidoscoloides
Carica cnidoscoloides là một loài thực vật có hoa trong họ Caricaceae. Loài này được Lorence & R.Torres mô tả khoa học đầu tiên năm 1988.